# Jurmo fjärden
Jurmo fjärden är en fjärd i Finland. Den ligger i landskapet Egentliga Finland, i den sydvästra delen av landet, 190 km väster om huvudstaden Helsingfors.
Jurmo fjärden avgränsas av Tränskär i nordväst, Ytterskär och Baggharu i norr, Trunsö i nordöst, Stora Örskär i sydöst samt Jurmo i sydväst. Den ansluter till Vidskärs fjärden i väster, Bodö fjärden i nordöst och Salskärs fjärden i öster.